# هيلمار فيكرل
هيلمار فيكرل (24 نوفمبر 1899 - 2 يوليو 1941) قائدًا في فافن إس إس في ألمانيا النازية خلال الحرب العالمية الثانية. كان أول قائد لمعسكر اعتقال داكاو.

## خدمة الحرب
انتسب إلى مدرسة ضباط الجيش البافاري في سن 14. بعد أن أكمل سنواته الثلاث كطالب عسكري، تم تكليفه بكتيبة المشاة البافارية في أغسطس 1917، وفي العام التالي كان رقيبًا على الجبهة الغربية  أصيب بجروح خطيرة في سبتمبر 1918 ولم يكن قادراً على العودة إلى الجبهة قبل الهدنة، وبالتالي فقد فرصته في التسجيل والحصول على ضابط.

## المشاركة السياسية
غير قادر على الاستمرار في الجيش، التحق بجامعة ميونيخ التقنية لدراسة الزراعة. مثل زميله في الدراسة هاينريش هيملر، انضم إلى فرايكوربس أوبرلاند المناهضة للشيوعية وكان عضوًا مبكرًا في الحزب النازي. حضر خلال انقلاب بير هول، وكذلك محاولة اغتيال يناير 1924 على فرانز جوزيف هاينز، رئيس وزراء سار الفرنسي المدار.  بعد تخرجه البالغ من العمر 25 عامًا، قلص مشاركته المباشرة في السياسة النازية ليصبح مديرًا لمزرعة ماشية. انضم مرة أخرى إلى الحزب النازي في عام 1925، بعد إعادة تنظيمه وحضر بانتظام تجمعات حزبية بينما ساعد أيضًا في صياغة السياسة الزراعية النازية. كما قام بالتسجيل مع فوج المتطوعين SS مقره في كمبتن.

## داكاو
في عام 1933، اختاره حليفه القديم هيملر ليكون قائدًا لمعسكر اعتقال داكاو المنشأ حديثًا. بناء على أوامر من هيملر، وضع قواعد «خاصة» للتعامل مع السجناء، وحكم أن هذا الإرهاب هو أسلوب حياة في المخيم. تضمنت مبادراته إعدام سجناء بتهمة «العصيان العنيف» و «التحريض على العصيان»  الذي اتهم بارتكابه إجراميًا. غادر المنصب بعد بضعة أشهر، مع ثيودور إيكي مكانه.